# Peter Brixtofte

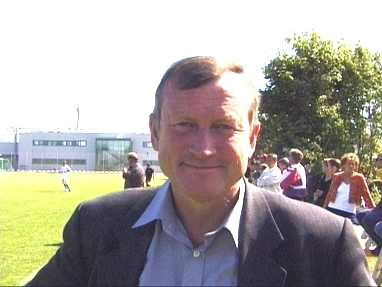
Brixtofte 2000

Peter Brixtofte (* 11. Dezember 1949 in Kopenhagen; † 8. November 2016 in Farum) war ein dänischer Politiker.

## Leben
Als cand.polit. wurde Brixtofte 1972 EG-Mitarbeiter der Landesorganisation der Venstre. von 1979 bis 1979 war er Wirtschaftsjournalist beim Dagbladet Børsen. 1973 bis 1977, 1979 bis 1981 und 1990 bis 2005 war Brixtofte Folketingsabgeordneter. 1978 wurde Brixtofte in den Kommunalvorstand von Farum gewählt und 1985 wurde er Bürgermeister der Kommune.
Von November 1992 bis Januar 1993 war er Steuerminister im Kabinett Schlüter IV. 2002 wurde Brixtofte aufgrund seiner Rolle als Hauptfigur des Farum-Skandals aus seiner Partei ausgeschlossen. Brixtofte wurde sowohl vom Amtsgericht als auch vom Landesgericht in vier Fällen der Veruntreuung für schuldig befunden, 2008 bestätigte das Højesteret die Urteile.
Ab 2005 war er Mitglied im Ortsvorstand der Kommune Furesø, im selben Jahre gründete er die Velfærdsparti.